# Lockland

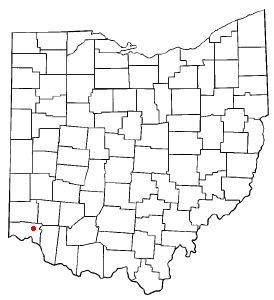
Lockland na planie stanu Ohio

Lockland – wieś w USA, w hrabstwie Hamilton, w stanie Ohio.
Według danych z 2000 roku wieś zamieszkiwana była przez 3 707 mieszkańców.